# Lavant (Fluss)
Die Lavant (slowenisch: Labotnica) ist ein linker Nebenfluss der Drau in Kärnten. Der Ursprung des Namens reicht bis in die vorkeltische Zeit zurück und bedeutet im Indogermanischen so viel wie weißglänzender Fluss. Die Lavant ist 72 km lang, ihr Einzugsgebiet umfasst eine Fläche von 969 km².

## Geographie

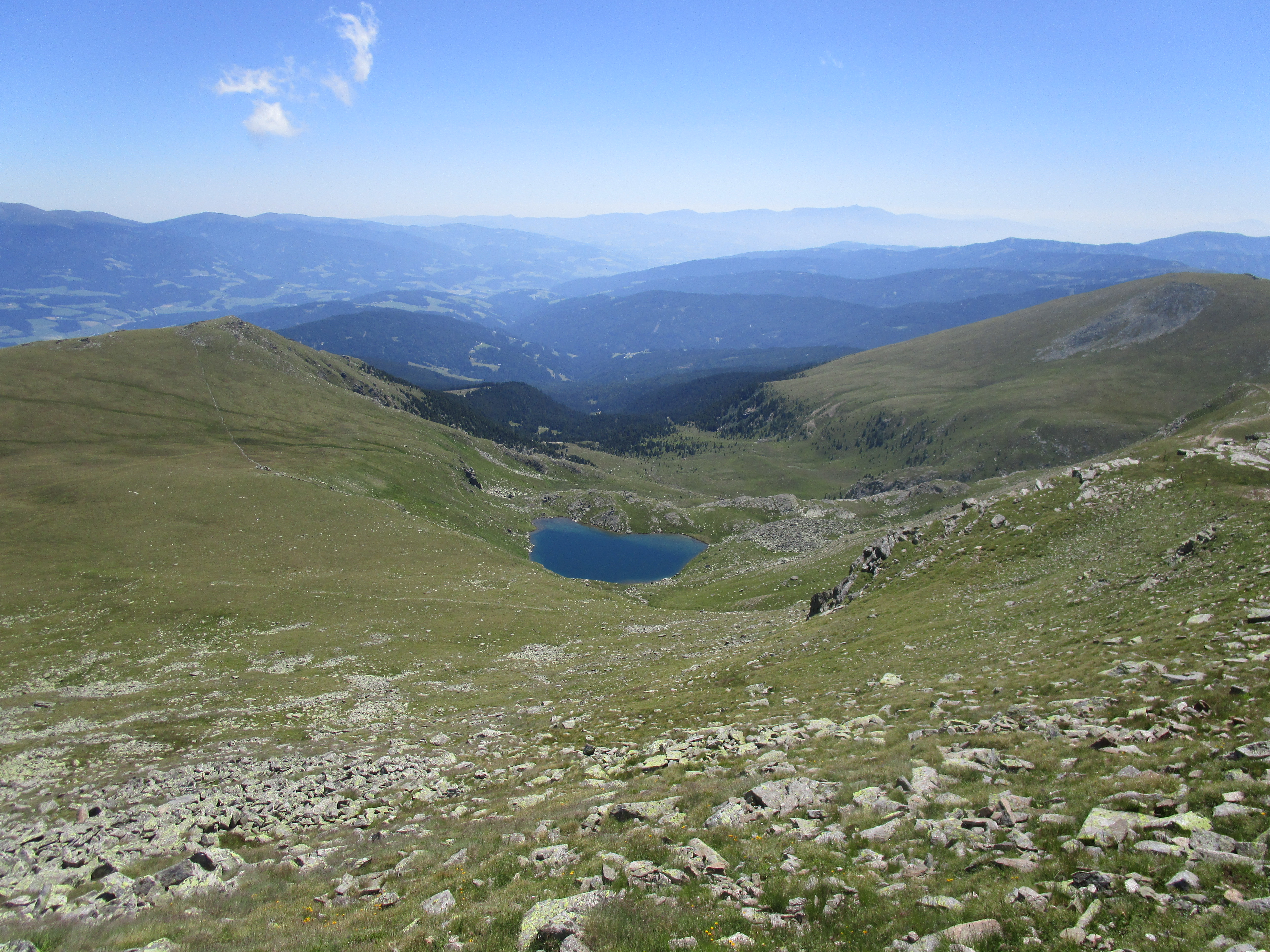
Lavantsee von Nordwesten, im Hintergrund das Lavanttal

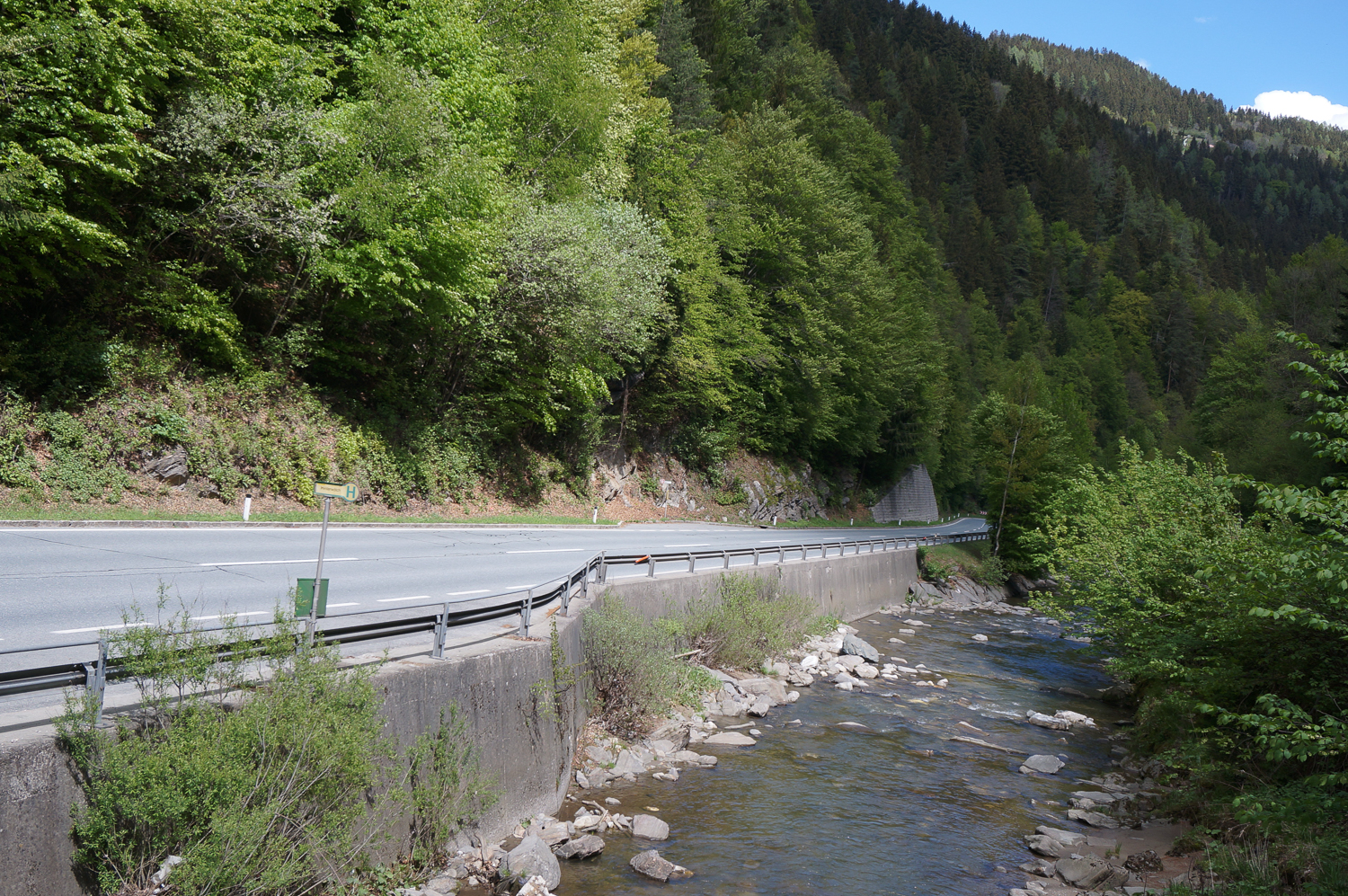
Lavant im Twimberger Graben

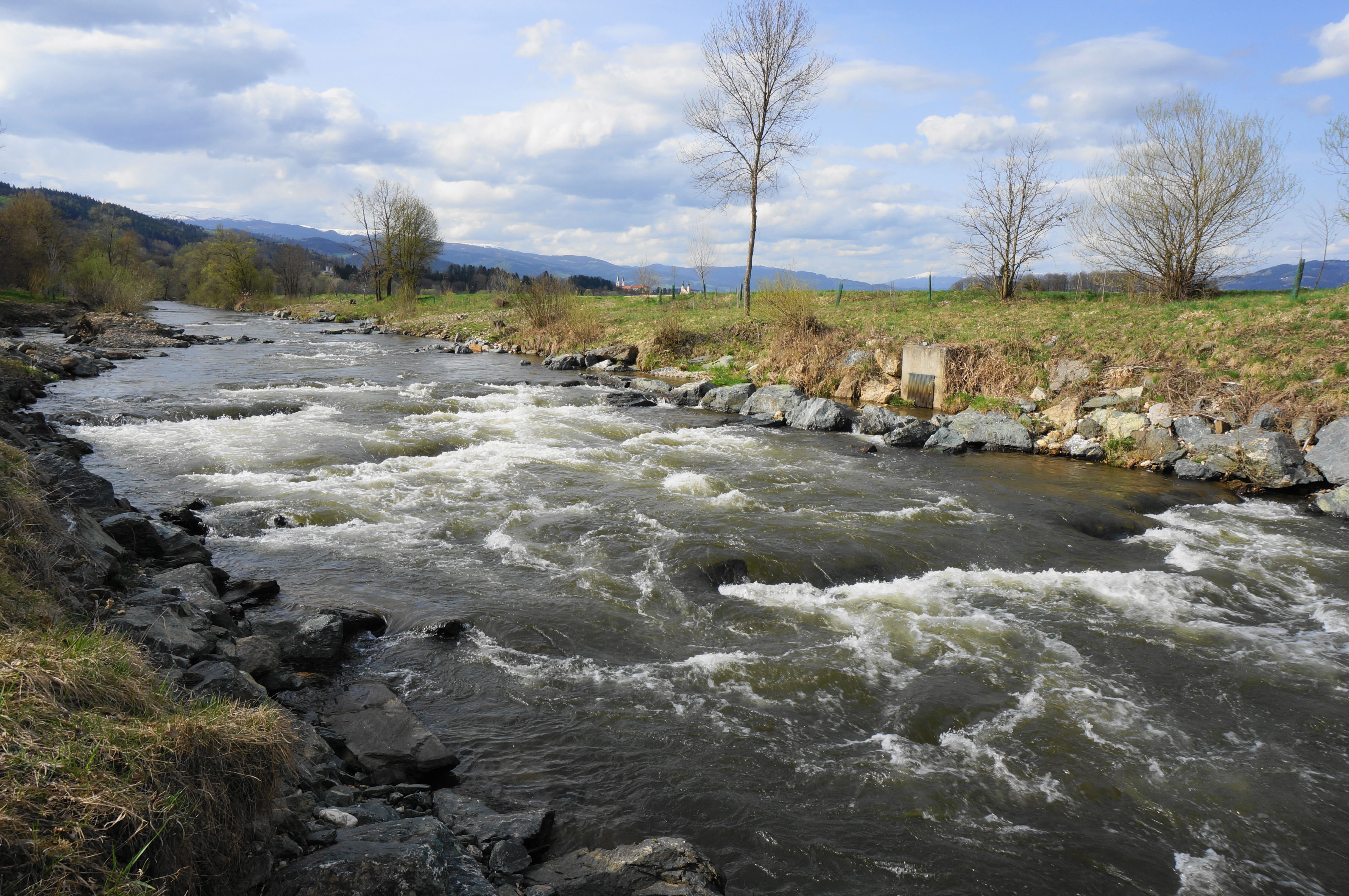
Die Lavant südlich von Sankt Andrä

Der Ursprung des Flusses liegt unterhalb des steirischen Zirbitzkogels in den Seetaler Alpen auf circa 2053 m Höhe (Lavantsee). Nach 11,2 km erreicht er Kärnten. Die Lavant durchfließt das „Obere Lavanttal“, den Twimberger Graben, das „Untere Lavanttal“ und mündet nach einer kurzen weiteren Engstelle unterhalb Krottendorf in Lavamünd auf einer Seehöhe von 348 m in die Drau. Kurz vor der Mündung weist sie eine durchschnittliche Durchflussmenge von 12,5 m³/s auf.
Hydrologisch ist die Lavant geprägt durch ein nivo-pluviales Regime mit Abflussspitzen im Mai und Minima im Jänner. Die Gewässergüte beträgt für den Oberlauf bis circa Frantschach-St. Gertraud Güteklasse I, danach Güteklasse II. Die bis in die 1980er Jahre starke Verunreinigung durch eine Zellstofffabrik und den Großraum Wolfsberg mit Güteklasse IV konnte durch die Inbetriebnahme der Kläranlage des Reinhalteverbandes Mittleres Lavanttal in Mettersdorf ab 1988 drastisch verbessert werden. Zwei weitere Kläranlagen bestehen in Bad St. Leonhard und in Lavamünd.
Der ökomorphologische Zustand der Lavant ist bedingt durch die Flussregulierung zwischen 1934 und 1986 relativ schlecht. Die Flussregulierung diente in erster Linie dem Hochwasserschutz, aber auch der Gewinnung von Ackerland. Im Oberlauf sowie auf den letzten Kilometern gilt die Lavant als natürlich bis naturnahe. Zwischen Twimberger Graben und St. Paul gilt sie als deutlich beeinträchtigt. Eine Ausnahme ist eine kurze Strecke bei Mettersdorf, die 1990 renaturiert wurde. Mit Stand 2005 sind Erhebungen im Gange, die zu einem zeitgemäßen Hochwasserschutz durch möglichst naturnahe Verbauung führen soll. Entlang der Lavant gibt es, einschließlich der sieben Kraftwerke, 15 Wehre. Bis 2015 wurden diese gemäß den Vorgaben der WRRL passierbar gemacht.

## Nebenbäche
Die wichtigsten Nebenbäche der Lavant sind:
| Name               | Mündungsseite | Einzugsgebiet in km² | Mündungsort      |
| ------------------ | ------------- | -------------------- | ---------------- |
| Rossbach           | links         | 031,7                |                  |
| Sommeraubach       | rechts        | 040,8                | Reichenfels      |
| Feistritzbach      | links         | 024,5                | Bad St. Leonhard |
| Klieningbach       | rechts        | 024,1                | Vorderklippitz   |
| Waldensteiner Bach | links         | 108,9                | Twimberg         |
| Fraßbach           | links         | 036,3                | St. Gertraud     |
| Prössingbach       | links         | 049,0                | Frantschach      |
| Auenbach           | rechts        | 027,2                | Ritzing          |
| Weißenbach         | rechts        | 056,2                | Wolfsberg        |
| Arlingbach         | rechts        | 054,5                | Priel            |
| Reisberger Bach    | rechts        | 042,8                |                  |
| Granitzbach        | rechts        | 063,8                | St. Paul         |

## Flussbewohner
Aus der Lavant und ihren Seitengewässern sind 25 Fischarten bekannt. Dominant ist die Bachforelle, häufig sind Regenbogenforelle und Aitel. Als für Kärnten seltene Arten sind Zingel, Streber, Steingreßling und Steinbeißer zu nennen.
Bedingt durch Flussbegradigung ist heute der Großteil der Lavant fischereilich der Forellenregion (mit Übergang zur Äschenregion im unteren Flusslauf) zuzuordnen. Nur der unterste Abschnitt bei Lavamünd gehört der Barbenregion an. Vor der Begradigung reichte die Äschenregion bis Wolfsberg, die Barbenregion bis St. Paul.

## Durchflussmenge
Die Durchflussmengen für den Zeitraum 1991 bis 2020 betragen:
| Messstation      | Einzug km² | MJNQ m³/s | MQ m³/s | HQ100 m³/s | max HQ m³/s | Jahr |
| ---------------- | ---------- | --------- | ------- | ---------- | ----------- | ---- |
| Bad St. Leonhard | 200,6      | 0,830     | 2,560   | 140        | 68          | 2012 |
| St. Gertraud     | 380,2      | 1,340     | 4,900   | 180        | 115         | 2010 |
| Fischering       | 715,6      | 2,300     | 8,560   | 260        | 105         | 1907 |
| Krottendorf      | 854,5      | 4,400     | 11,400  | 300        | 300         | 1926 |

Seit 1990 gab es folgende Hochwasser im Bereich der Lavant:
- 1991 Hochwasser im Juli
- 2004 Hochwasser im Juni mit Schwerpunkt in St. Paul
- 2005 Hochwassergeschehen an der Lavant und dem Auenbach im August
- 2010 Juli: Hochwasserereignis am Auerlingbach (HQ100), Waldensteiner Bach und der Lavant im Bereich von Waldenstein, Twimberg und Frantschach/St. Gertraud
- 2012 Hochwasser im oberen Lavanttal im Juli
- 2012 100-jährliches Hochwasser in Lavamünd mit großen Überschwemmungen des Ortskernes
- 2015 Überschwemmung am Fraßbach
- 2016 Hochwasser am Weißenbach, Bad Weißenbach und St. Margarethen
- 2019 30-jährliches Hochwasser im August am Ebenklöschbach in Preitenegg

## Straßennamen
- In Wien-Floridsdorf wurde 1953 die Lavantgasse nach dem Fluss benannt.
- Lavantpark: in St. Paul im Lavanttal
- Lavantquai: in Wolfsberg
- Lavantweg: in	Bad St. Leonhard im Lavanttal, Klagenfurt und Reichenfels